# Слободан Милосављевић (хемичар)
Слободан Милосављевић (Београд, 30. децембар 1941) српски је хемичар, редовни професор Хемијског факултета у пензији и редовни члан САНУ.

## Биографија
Рођен је 30. децембра 1941. у Београду од оца Марка и мајке Катарине. У истом граду је завршио основну школу и гимназију 1960. године. После тога је завршио Технолошко-металуршки факултет у Београду 1965. године. Магистрирао је 1970. године на Хемијском институту Природно-математичког факултета Универзитета у Београду са темом „NMR спектри cis- и trans-2-етил-4-хидроксиметил-1,3-диоксолана и cis- и trans-2-етил-5-хидрокси-1,3-диоксана“ (ментор Драгослав Јеремић). Докторирао је 1974. године на истом факултету са темом „Интрамолекулска премештања водоника у реакцији секундарних алкохола са олово-тетраацетатом“ (ментори Драгослав Јеремић и Михаило Љ. Михаиловић).
Изабран је 1970. године за асистента на Катедри за хемију тадашњег ПМФ. На истом факултету је изабран у звање доцента 1979, ванредног професора 1986. и звање редовног професора 1992. године. У периоду 2003-2005 је био шеф Катедре за органску хемију Хемијског факултета. Пензионисан је 1. октобра 2009. године.
На основним студијама Хемијског факултета предавао је Структурне инструменталне методе и Структурне инструменталне методе 2, а на
постдипломским предмете Савремене структурне методе и Хемија секундарних метаболита. У периоду 1979-2006 предавао је студентима
молекуларне биологије на Биолошком факултету Органску хемију природних производа. Написао је уџбеник Структурне инструменталне методе (1987). Био је ментор 9 докторских и више магистарских и дипломских радова.
У периоду 1974-1976 био је на постдокторским студијама у Лондону на факултету The Polytechnic of North London, где је под руководством
А. П. Џонсона радио на тоталној синтези стероида. Област његовог научног истраживања је испитивање и тумачење спектара синтетичких
органских једињења, природних производа и у нешто мањој мери неорганских комплекса аминокиселина са прелазним металима.
За дописног члана Српске академије наука и уметности изабран је 5. новембра 2009. године, а за редовног 8. новембра 2018. године.